# Vocal casi abierta central
La vocal casi abierta central no redondeada (escucharⓘ) es un tipo de sonido vocálico usado en ciertas lenguas habladas. El símbolo del AFI que representa este sonido es ɐ. Se trata de una letra 'a' invertida 180 grados a la izquierda.

## Rasgos
- Su abertura es casi abierta, lo que significa que la lengua se sitúa de manera similar a una vocal abierta, sólo que algo más obstruida.
- Su localización vocálica es central, lo que significa que la lengua se sitúa entre una vocal anterior y una vocal posterior.
- Puede ser tanto redondeada como no redondeada.

## Ejemplos
| Lengua     | Lengua     | Término   | AFI          | Traducción         | Notas |
| ---------- | ---------- | --------- | ------------ | ------------------ | --- |
| Árabe      | Estándar   | ?         | [t̪afɑqɑˈtɐː] | ?                  | Alófono de /a/ larga y breve antes del límite de una palabra. Ver Fonología del árabe                                  |
| Catalán    | Barcelonés | Barcelona | [bɐɾsɐˈlonɐ] | Barcelona          | Alófono de /ə/ en catalán barcelonés.                                                                                  |
| Chino      | Cantonés   | 心 s'a'm1 | [sɐm˥]       | 'corazón'          | |
| Danés      | Danés      | spis'er'  | [ˈsb̥i(ˀ)sɐ]  | 'comer' (presente) | |
| Inglés     | California | n'u't     | [nɐt]        | 'nuez'             | <ʌ> puede ser usado para transcribir esta vocal, ya que corresponde a /ʌ/ en otros dialectos. Ver Fonología del inglés |
| Inglés     | RP         | n'u't     | [nɐt]        | 'nuez'             | <ʌ> puede ser usado para transcribir esta vocal, ya que corresponde a /ʌ/ en otros dialectos. Ver Fonología del inglés |
| Alemán     | Alemán     | Ob'er'    | [ˈoːbɐ]      | 'camarero'         | Vocal reducida. Ver Fonología de alemán                                                                                |
| Portugués  | Brasil     | sac'a'    | [sakɐ]       | 'saco'             | Vocal reducida. En Portugués europeo puede ser más similar a una vocal media. Ver Fonología del portugués              |
| Ruso       | Ruso       | голова    | [gəlɐˈva]    | 'cabeza'           | Aparece principalmente inmediatamente antes de sílabas tónicas. Ver Fonología del ruso                                 |
| Tadaksahak | Tadaksahak | [nɐ]      | [nɐ]         | 'dar'              | |
| Vietnamita | Vietnamita | 'ă'n      | [ɐn]         | 'comer'            | |